# Àngel Rodamilans
Àngel Rodamilans i Canals (1 de maio de 1874 em Sabadell - 27 de julho de 1936 em Serra d'en Camaró, Sabadell) foi um monge beneditino catalão e compositor de música religiosa. Ele, assim como outros 22 monges beneditinos, foi vítima de assassinato religioso durante a Guerra Civil Espanhola e considerado pela Igreja Católica como um "servo de Deus" no processo de beatificação dos Mártires da Guerra Civil Espanhola.